# Rumsrenhet
Rumsrenhet innebär att en katt, hund eller annat sällskapsdjur urinerar eller lägger sin avföring på hygienskt sett lämpliga platser. En katt är rumsren om den gör sina behov utomhus eller i en så kallad kattlåda fylld med sand. En hund gör vanligen sina behov på promenader med husse eller matte och kan då ses som rumsren.
Rumsrenhet används också bildligt inom politiken. Den som framför politiskt korrekta åsikter anses vara rumsren, medan den som uttrycker politiskt inkorrekta uppfattningar inte anses vara det.